# Djuptjärnen (Mora socken, Dalarna, 677203-140910)
Djuptjärnen är en sjö i Mora kommun i Dalarna och ingår i Dalälvens huvudavrinningsområde.